# Наземні броненосці
«Наземні броненосці» (англ. The Land Ironclads) — оповідання англійського письменника Герберта Веллса. Видане у 1903 році. В ньому описано наземну бронетехніку, схожу на танки, що набули поширення в Першій світовій війні.

## Сюжет
Історія починається з військовим кореспондентом і молодим лейтенантом перед початком бою в невідомому місці. Дві сторони вирили окопи і кожна чекає атаки супротивників. Вояки, з якими перебуває кореспондент, впевнені у власній перемозі. Вони вважають, що переможуть, тому що сильно виглядають та вміють добре користуватися гвинтівками й битися. У той час їхні вороги, — натовп непідготовлених містян — клерки, фабриканти, студенти, «розніжені цивілізацією» люди.
Проте містяни будуть броньовані машини, з яких ведуть обстріл. Вояки спершу не вірять, що це справжня воєнна техніка, та її повільне наближення не вдається спинити. Машини, схожі на танки, легко проривають оборону.
Після безумовної перемоги містян кореспондент, опинившись у полоні, описує технічні особливості машин і їхнє озброєння. Вісім коліс, кожне зі своїм приводом, забезпечувало стабільний рух. Бійниці могли закриватися і зброю можна було втягувати всередину. Машини мали внутрішнє електричне освітлення.
Кореспондент роздумує над заголовком тексту про підсумки битви та вирішує, що він «хоча і в полоні, але в чудовому товаристві».